# And (opowiadanie)
And – opowiadanie Stanisława Czycza. Po raz pierwszy zostało opublikowane w kwietniowym numerze „Twórczości” w roku 1961, później wydano je w zbiorze opowiadań Ajol w 1967 roku. Utwór ten poświęcony jest poecie Andrzejowi Bursie.
Tytułowy bohater opowiadania to młody poeta. Ma na imię And. Wraz ze swoim przyjacielem Narratorem uczestniczy w „Zjeździe Początkujących”, tzn. zjeździe młodych pisarzy. Uważa, że cały świat jest jedynie grą, zabawą, kłamstwem. Pragnie jednak odnaleźć w nim jakąś prawdę czy prostotę. Nie jest w stanie nawiązywać z ludźmi normalnego kontaktu. Dopasowuje się bowiem do konwencji gry ze swojej teorii świata, przybierając różne pozy, nakładając maski, wykonując mechaniczne gesty. Prześladuje go myśl o śmierci. Na drugi dzień po zjeździe, po powrocie do domu, umiera. Nie jest wyjaśnione jednak, czy popełnił samobójstwo.
Na podstawie opowiadania powstały dwa filmy. W 1974 r. Stanisław Latałło zrealizował dla telewizji zachodnioniemieckiej film fabularny Lasst uns frei fliegen über den Garten (Pozwólcie nam do woli fruwać nad ogrodem). W rolach głównych wystąpili Jan Nowicki i Jurek Bogajewicz. W 1989 roku Andrzej Titkow zrealizował film psychologiczny Światło odbite. W rolę głównego bohatera wcielił się Mariusz Bonaszewski.